# Българийо мила
„Българийо мила“ е химн на България от 1951 до 1964 г.

## История
На 20 февруари 1949 г. комунистическата власт обявява конкурс за написване на нов химн. Текстът трябвало да е прост, ясен и гладък, да се споменат героичните борби на българите за освобождение, славата на Христо Ботев, Васил Левски и други борци, да се отбележи 9 септември 1944 г. (Деветосептемврийския преврат) като начало на нова ера, дружбата със Съветския съюз и т.н. Комисията не одобрява нито едно предложение и тогава властта възлага на Никола Фурнаджиев, Младен Исаев и Елисавета Багряна да напишат стиховете на нов химн. Текстът им е готов и официално утвърден от Министерския съвет на 18 май 1950 г., а на следващия ден е обявен конкурс за мелодията. Музиката е на Георги Димитров, Георги Златев-Черкин и Светослав Обретенов. Химнът е утвърден на 30 декември 1950 г. и влиза в сила от 1 януари 1951 г.
Текстът е написан изцяло по сталинистките канони. И той, и мелодията са силно повлияни от тези на съветския химн.
След развенчаването на култа към Сталин куплетът с неговото име не се изпълнява. По-късно Георги Джагаров предлага химн на България да бъде песента „Мила родино” и това става официално през 1964 г.

## Текст[3]
Българийо мила, земя на герои

безспирен и мощен е твоят възход!

Да крепне навеки съюзът ни боен

с могъщия братски съветски народ!

Припев:

Слава, републико наша свободна!

Страж на мира непреклонно бъди!

Враг ли нападне земята ни родна,

в бой до победа ни смело води!

Великото слънце на Ленин и Сталин

с лъчите си нашия път освети.

Димитров за подвиг сърцата запали,

в борбата и в мирния труд ни сплоти.

Припев

Строим ний заводи, разкриваме мини,

нивята широки задружно орем.

За нашата скъпа, прекрасна родина

готови сме труд и живот да дадем!

Припев